# Якзан ібн Абу'л Якзан
Якзан ібн Абу'л Якзан (араб. يقظان بن محمد; д/н — 909) — останній імам Держави Рустамідів в 906—909 роках.

## Життєпис
Син імама Абу'л-Якзана Мухаммеда. Відомостей про нього обмаль. 906 року за підтримки берберів-науфуза повалив брата — імама Юсуфа.
Намагався продовжити політику батька, спрямовану на релігійну терпимість та зміцнення посередницької торгівлі. Водночас намагався досягти миру між берберськими племенами. Втім нічого з цього імаму не вдалося. До того ж секти шиїтів, суфритів та суннітів-мутазилітів стали поширювати антиімамську пропаганду, звинувачуючи того в загибелі брата. Фактично Якзан до 909 року панував лише над областю навколо Тахерту.
909 року фатімідський військовик Абу Абдаллах ас-Шиї напав на Тахерт, переміг Якзана, якого стратив. Держава Рустамідів припинила існування. Рештки ібадитів втекли до сахарських оаз Уаргли і в Мзабі.